# بیکانر
شهر بیکانر (به انگلیسی: Bikaner) با جمعیت ۷۲۳٬۹۸۲ (در سال ۲۰۰۸) نفر در ایالت راجستان در کشور هند واقع شده‌است.

## جستارهای وابسته

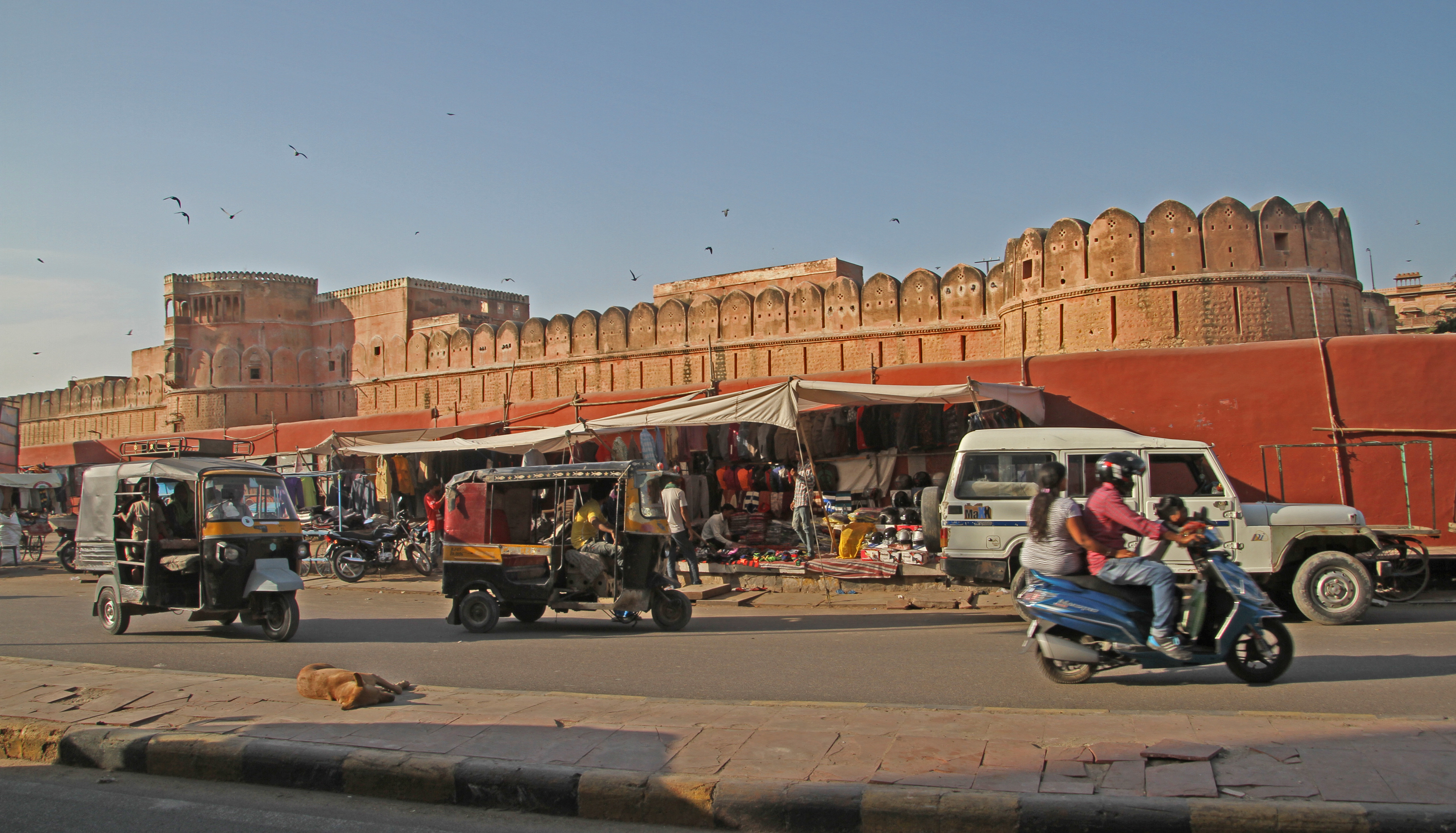
Junagarh Fort
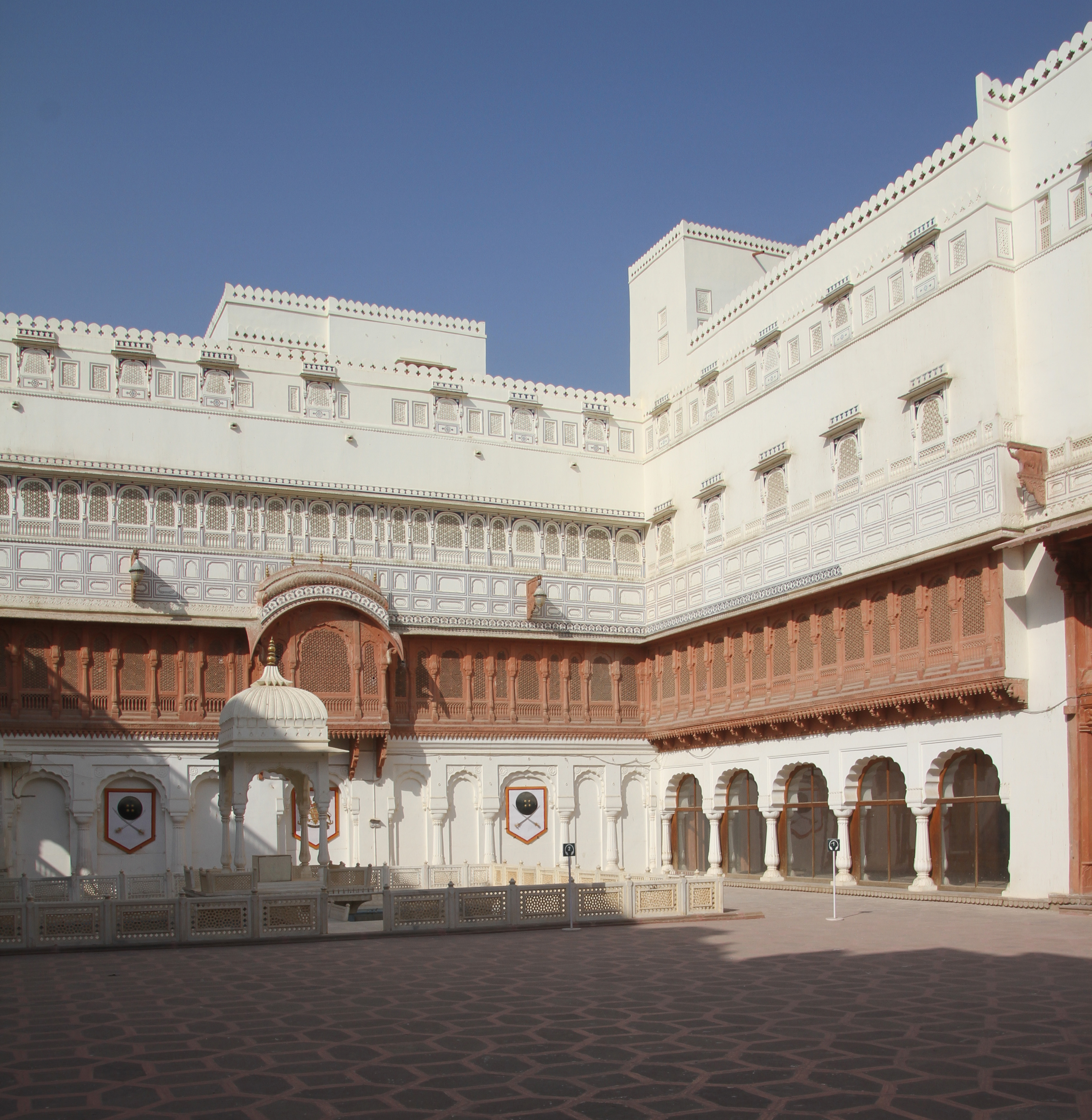
Inside Junagarh Fort
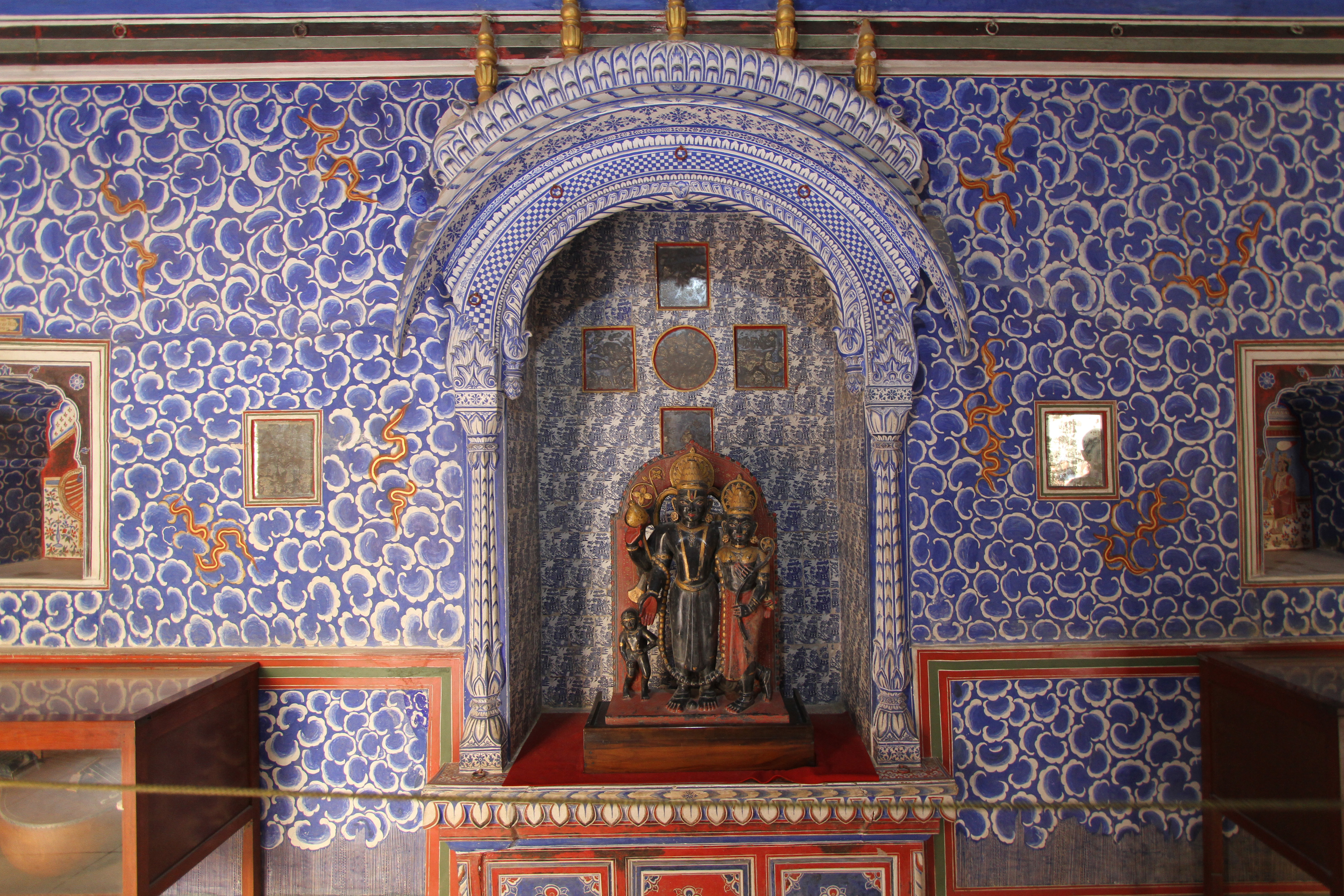
Inside Junagarh Fort
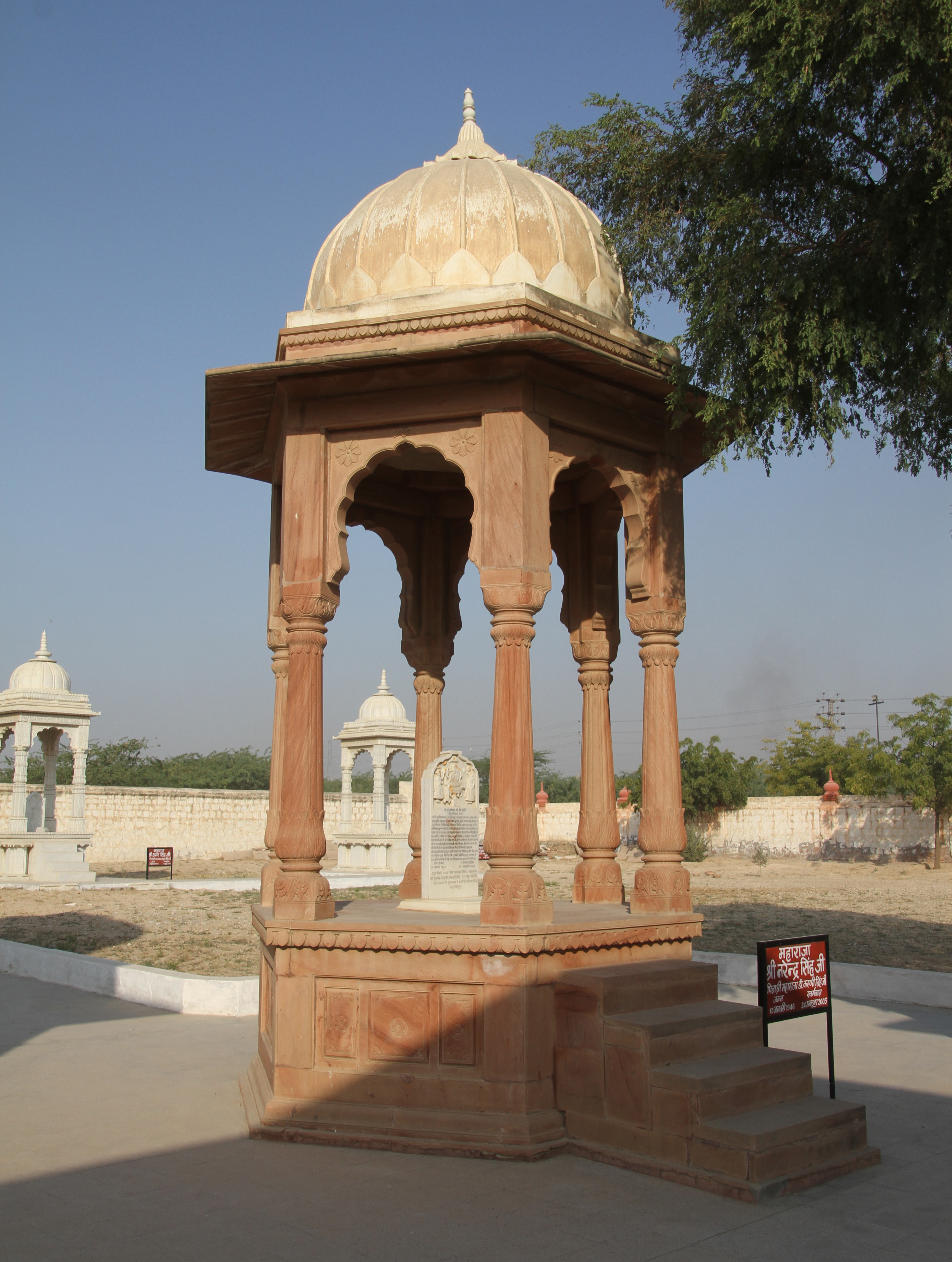
Devikund Sagar
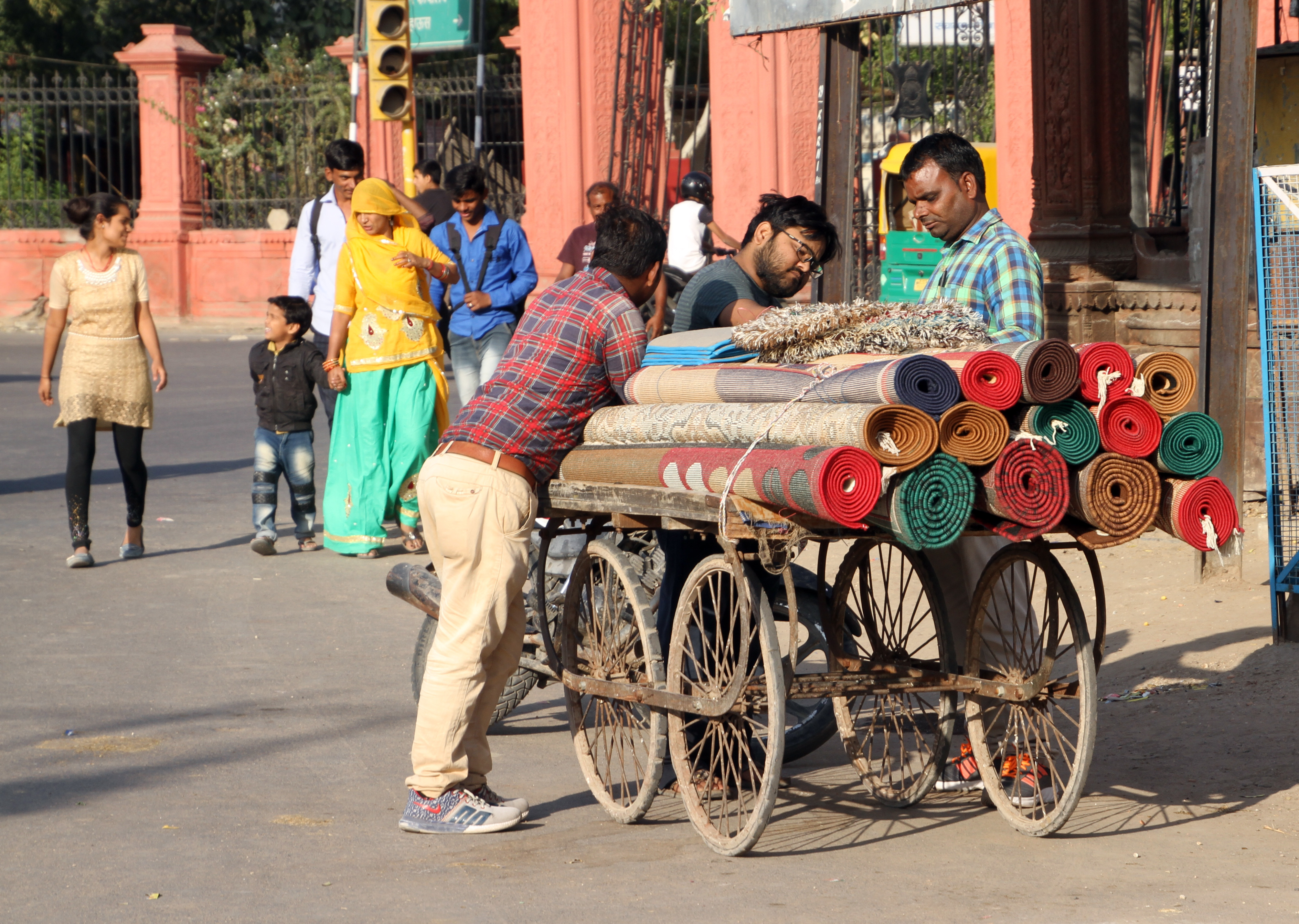
Trading
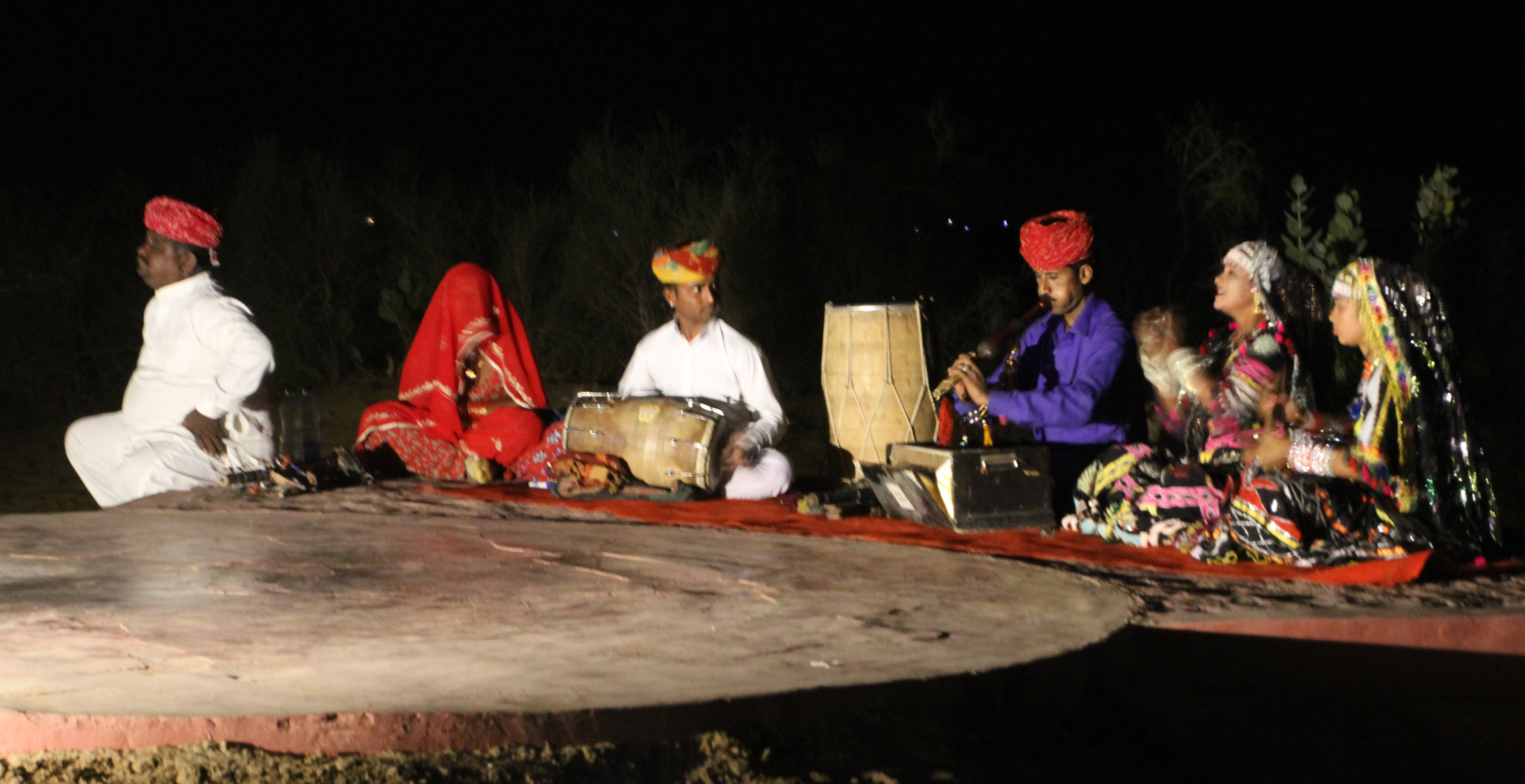
Folklore festival

## نگارخانه

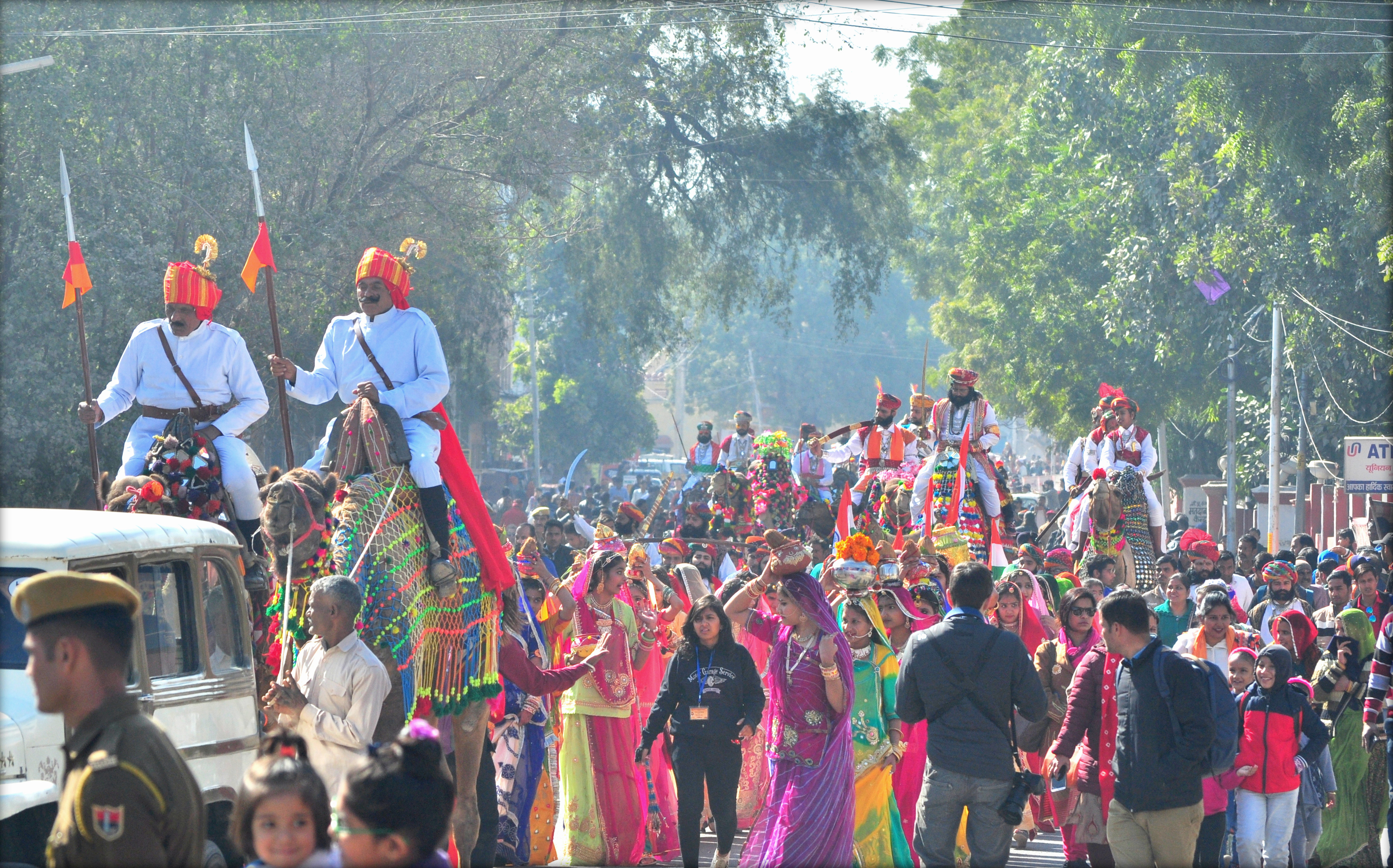
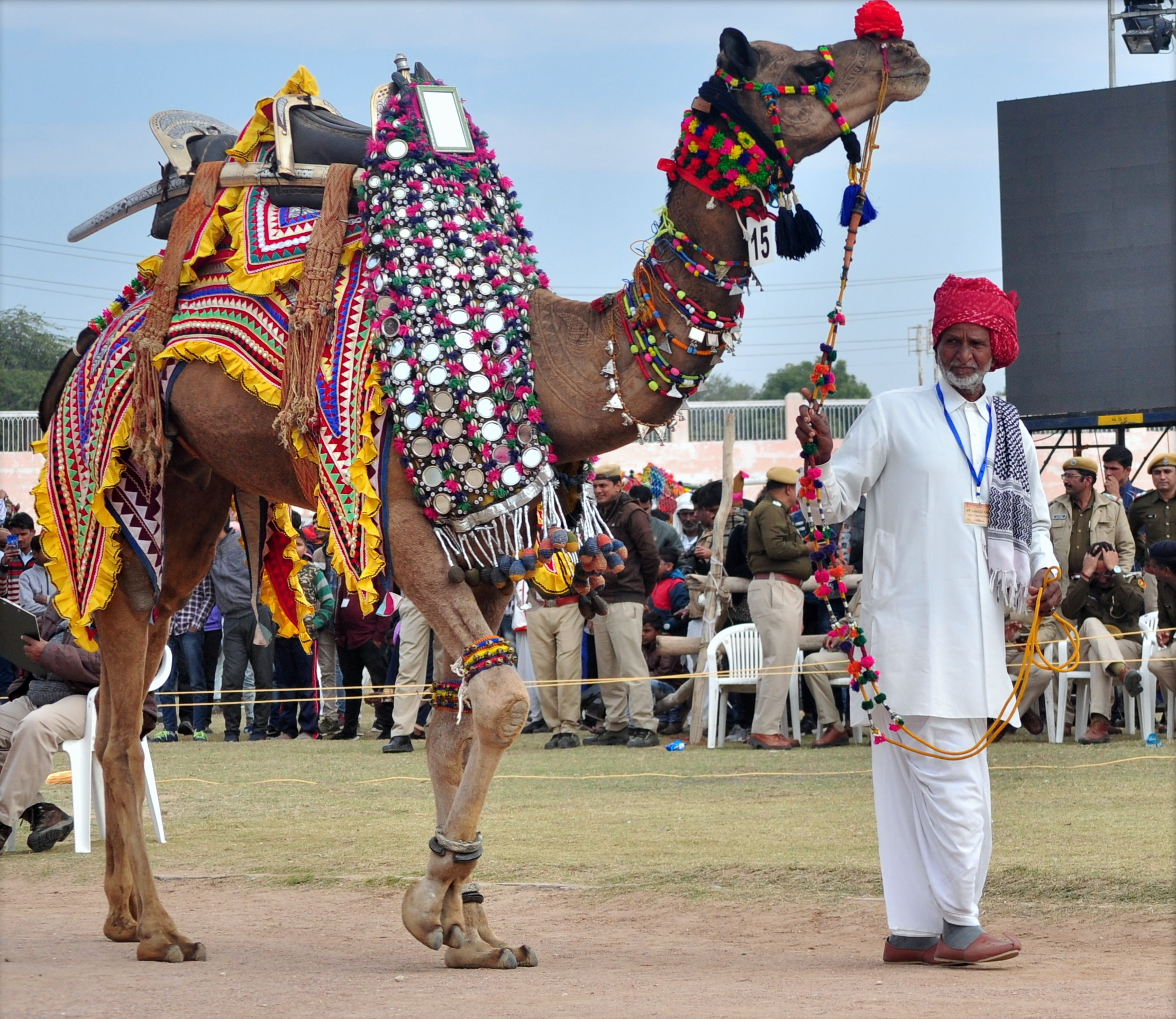
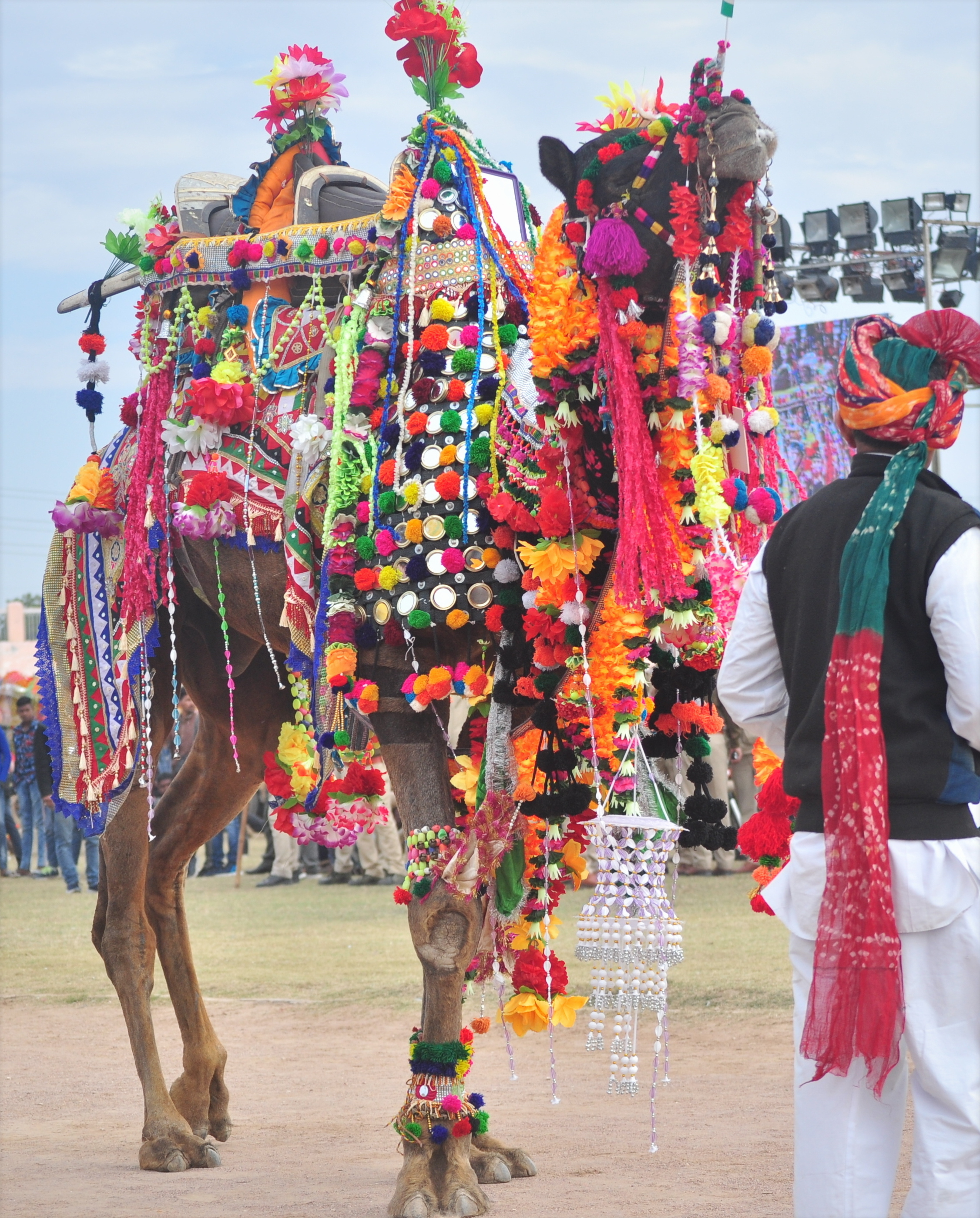
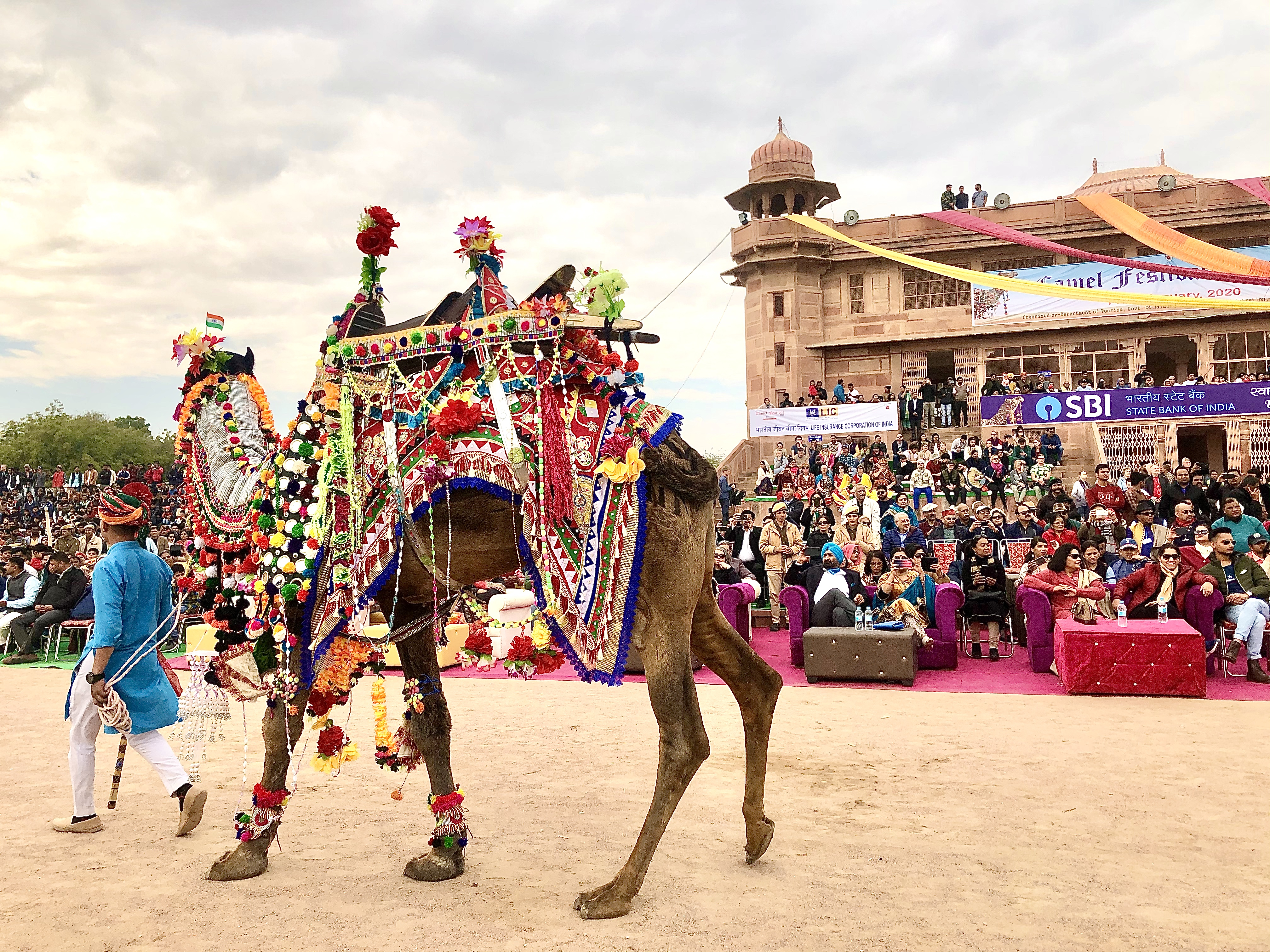
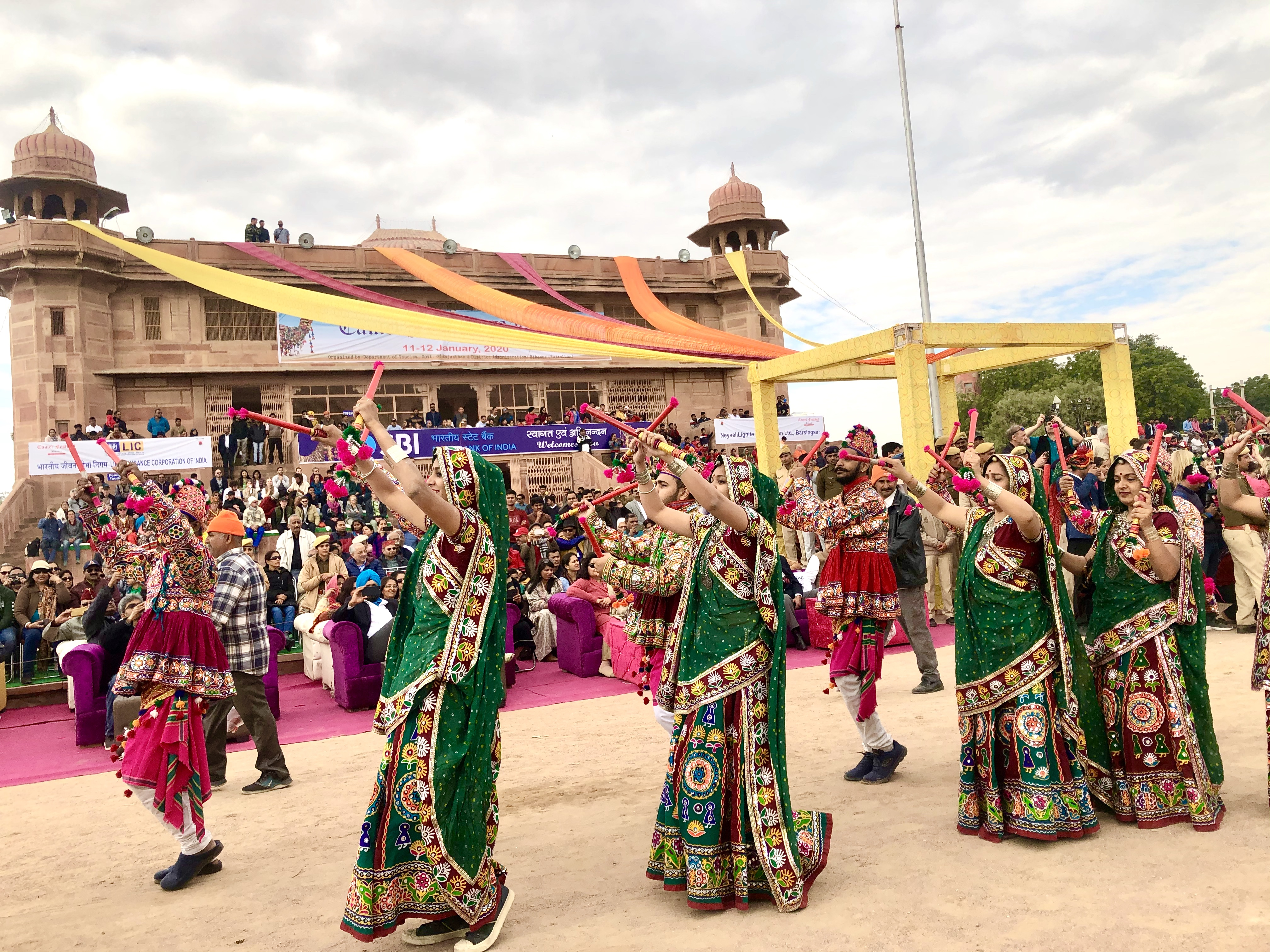
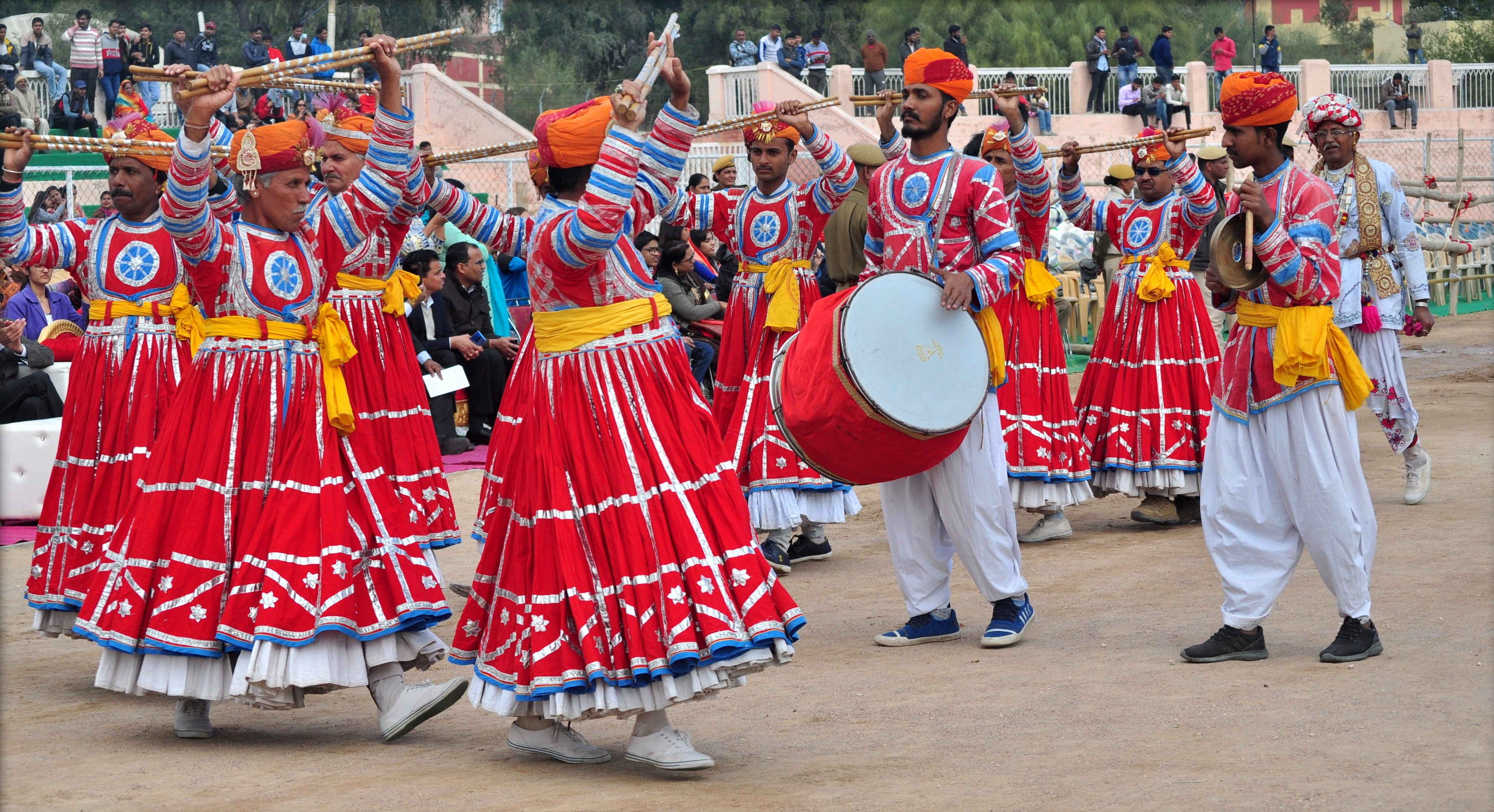